# 天主教毛梅雷教区
天主教毛梅雷教區（拉丁語：Dioecesis Maumerensis）是印度尼西亞一個羅馬天主教教區，位於弗洛勒斯島東部，屬英德總教區。2005年有教友259,598人（佔當地人口96.1%）、30個堂區、93名司鐸。現任主教為格魯富斯·赫魯比姆·帕雷拉。
2005年12月14日升為教區。